# Клименко, Валентин Григорьевич
Валентин Григорьевич Клименко (род. 1944) — сотрудник советских и российских органов государственной безопасности, генерал-лейтенант.

## Биография
Валентин Григорьевич Клименко родился 15 декабря 1944 года в Москве. После окончания средней школы в 1963—1966 годах проходил службу в Вооружённых Силах СССР. Демобилизовавшись, трудился разнорабочим во Всероссийском научно-исследовательском институте полиграфической промышленности, затем макетчиком в проектной мастерской.
В августе 1968 года поступил на службу в органы Комитета государственной безопасности при Совете Министров СССР. В 1973 году окончил Высшую школу КГБ СССР имени Ф. Э. Дзержинского. Начинал службу в 1-м отделении 1-го отдела Второго главного управления КГБ СССР. В составе своего подразделения занимался оперативным сопровождением посольства Соединённых Штатов Америки в Москве, активно участвовал в операциях по противодействию деятельности резидентуры Центрального разведывательного управления. Участвовал в задержании с поличным 11 американских разведчиков в Москве и Ленинграде, пресечении 4 акций технической разведки, разоблачении целого ряда граждан СССР, завербованных ЦРУ.
В начале 1980-х годов Клименко возглавил оперативную группу по разработке резидентуры ЦРУ в Москве, а позднее стал заместителем начальника американского направления контрразведки. После распада Советского Союза продолжил службу в системе Министерства безопасности — Федеральной службы безопасности Российской Федерации. Был начальником 1-й Службы Управления контрразведывательных операций Министерства безопасности Российской Федерации, занимающейся борьбой против американской разведки. В дальнейшем был первым заместителем начальника Управления контрразведывательных операций Федеральной службы безопасности, а в 1997 году возглавил это Управление. В 2000—2004 годах был представителем ФСБ в Израиле. В январе 2005 года вышел в отставку в звании генерал-лейтенанта. Проживает в Москве.
Почётный сотрудник госбезопасности. Заслуженный сотрудник органов безопасности Российской Федерации. Также награждён советскими орденами Красной Звезды и Трудового Красного Знамени, российским орденом «За военные заслуги», рядом советских и российских медалей.